# Leslie White
Leslie Alvin White (* 19. Januar 1900 in Salida, Colorado; † 31. März 1975 in Lone Pine, Kalifornien) war ein US-amerikanischer Anthropologe. Bekannt wurde er durch seine Theorien der kulturellen Evolution, des sozialen Evolutionismus und besonders des Neoevolutionismus sowie seine Rolle beim Aufbau der Abteilung für Anthropologie an der University of Michigan.

## Biografie
White war der Sohn eines peripatetischen Bauingenieurs. Er lebte zuerst in Kansas und dann in Louisiana. Er meldete sich zum Militärdienst im Ersten Weltkrieg, erlebte aber nur das Ende, indem er ein Jahr bei der US Navy verbrachte, ehe er sich 1919 an der Louisiana State University immatrikulierte.
1921 wechselte er zur Columbia University, wo er Psychologie studierte und 1923 seinen BA und 1924 seinen MA erlangte. Obwohl er an der gleichen Universität wie Franz Boas war und auch Kurse in Anthropologie an der New School of Social Research belegte, traf er im Unterricht nicht auf den Gründer der amerikanischen Anthropologie. Seine Interessen waren schon zu diesem Zeitpunkt seiner Karriere vielfältig und er besuchte Kurse in verschiedenen anderen Disziplinen und Institutionen, darunter Philosophie an der UCLA und klinische Psychiatrie, bevor er schließlich durch Alexander Goldenweisers Kurse an der New School for Social Research die Anthropologie entdeckte. 1925 begann er das Studium für den Ph.D. in Soziologie und Anthropologie an der University of Chicago (die beiden Fächer waren im Chicagoer Institut zusammengefasst) und hatte die Gelegenheit, ein paar Wochen mit den Menominee und Winnebago in Wisconsin zu verbringen. Nachdem er seine erste These vorgeschlagen hatte – eine liberale These, die einen Ausblick auf seine spätere Arbeit ermöglichte – führte er Feldforschung bei den Acoma in New Mexico durch. Mit dem Ph.D. in der Hand, begann White 1927, an der University at Buffalo, wo er die anti-evolutionären Ansichten, die ihm die Ausbildung nach Franz Boas vermittelt hatte, überdachte. 1930 zog er nach Ann Arbor, wo er den Rest seiner aktiven Karriere verbrachte.
Die drei Jahre in Buffalo bildeten einen Wendepunkt in Whites Biographie. Während dieser Zeit entwickelte er ein anthropologisches, politisches und ethisches Weltbild, das er bis zu seinem Tod aktiv vertrat. Die Antwort der Studenten auf die anti-evolutionären und anti-rassistischen Doktrinen, die White präsentierte, halfen ihm dabei, seine eigenen Ansichten über die Evolution des menschlichen sozialen Lebens zu formulieren. 1929 besuchte er die Sowjetunion und bei seiner Rückkehr trat er in die Sozialistische Labor Party ein, für deren Zeitung er Artikel unter dem Pseudonym John Steele schrieb.
1930 kam White an die University of Michigan, um dort Julian Steward zu ersetzen. Obwohl die Universität ein Museum beherbergte, das in seiner langen Geschichte viel mit anthropologischen Angelegenheiten zu tun hatte, war White der einzige Professor in der anthropologischen Abteilung. 1932 leitete er eine Feldschule im Südwesten, an der unter anderem Fred Eggan und Mischa Titiev teilnahmen.
Letzteren holte White 1936 als zweiten Professor nach Michigan. Als sein Student – und vielleicht auch wegen seines Status als russischer Immigrant – passte er perfekt. Während des Zweiten Weltkriegs beteiligte sich Titiev jedoch am Kriegsgeschehen, indem er Japan studierte. Dies war wohl der Grund dafür, dass White mit Titiev brach. Die Zwei-Mann-Abteilung wurde erst nach dem Krieg erweitert. Die Erweiterung sorgte zusammen mit Titievs Gründung des Ostasiatischen Studienprogramms und der Aufnahme von Gelehrten wie Richard Beardsley – für eine Trennung der Professoren.
Als Professor in Ann Arbor bildete White eine Generation einflussreicher Studenten aus. Während Autoren wie Robert Carneiro, Beth Dillingham und Gertrude Dole Whites Programm in der orthodoxen Form weiterführten, entwickelten Gelehrte wie Eric Wolf, Elman Service und Marshall Sahlins auf dieser Grundlage ihre eigenen Formen der Anthropologie.

## Whites Anthropologie
Whites Ansichten waren speziell gegen die Schule von Franz Boas formuliert, mit dem er institutionell und intellektuell in Konflikt stand. Dieser Antagonismus nahm oft sehr persönliche Züge an: White bezeichnete Boas’ Prosastil im American Journal of Sociology als „kitschig“, während Robert Lowie Whites Arbeit als „ein Mischmasch unreifer metaphysischer Ansichten“ einstufte, das von „der obsessiven Kraft des Fanatismus[, die] unbewusst eine Vision verzerrt“ geschaffen sei.
Die deutlichste Abweichung von der Boas’schen Orthodoxie bestand in Whites Auffassung der Anthropologie und ihrer Beziehung zu anderen Wissenschaften. White klassifizierte die Welt in kulturelle, biologische und physikalische Phänomene, wobei er diese Einteilung nicht als ein bloßes heuristisches Mittel sah, sondern als eine Beschreibung real existierender Tatsachen. Im Gegensatz zu Alfred Kroeber, Kluckhohn oder Edward Sapir sah White die Beschreibung des Untersuchungsgegenstandes nicht als kognitive Leistung des Anthropologen, sondern als Erkenntnis von Tatsachen, aus denen die Welt besteht. Die Unterscheidung von Natur- und Sozialwissenschaften gründet somit nicht in der Methode, sondern in der Natur des Studienobjekts – Physiker studieren physikalische Phänomene, Biologen biologische und „Kulturologen“ (Whites Bezeichnung) kulturelle.
Während also das Studienobjekt nicht vom Standpunkt oder Interesse des Forschers beeinflusst ist, so gilt dies sehr wohl für die Methode. White glaubte, dass man Phänomene von drei Standpunkten aus erforschen könne: dem historischen, dem formal-funktionalen und dem evolutionären (oder formal-zeitlichen). Der historische Weg entspricht im Wesentlichen dem von Boas; er widmet sich der Untersuchung bestimmter diachroner kultureller Prozesse und „versucht liebevoll in die Geheimnisse vorzudringen, bis jedes Merkmal offen und klar ist“. Der formal-funktionale Ansatz entspricht der diachronen Vorgehensweise, die von Alfred Radcliffe-Brown und Bronisław Malinowski vertreten wird und versucht, die formale Struktur einer Gesellschaft und die funktionalen Beziehungen seiner Bestandteile aufzudecken. Sein eigener evolutionärer Ansatz ist wie der formale generalisierend, aber ebenfalls diachron, insofern er einzelne Ereignisse als allgemeine Beispiele für größere Trends betrachtet.
Während Boas Wissenschaft nach eigener Ansicht ein liebevolles Eindringen versprach, befürchtete White, dass sie die Anthropologie „entmannen“ würde, wenn sie eine dominante Stellung erreicht. White sah seinen Ansatz als Synthese des historischen und funktionalen Aspekts, da es den diachronen Blick mit dem generalisierenden Auge für formale Beziehungen kombinierte. Als solcher könnte er „den Verlauf der kulturellen Entwicklung in der Vergangenheit und ihren wahrscheinlichen Verlauf in der Zukunft“ zeigen, eine Aufgabe, die als „wertvollste Funktion“ der Anthropologie galt.
White verteidigte wiederholt die Evolutionisten des 19. Jahrhunderts auf der Suche nach intellektuellen Vorläufern, die von den Boasianern nicht beansprucht oder gar denunziert wurden. Das lässt sich an seinen Ansichten über die Evolution erkennen, die auf den Werken von Herbert Spencer, Charles Darwin und Lewis Henry Morgan basieren. Obwohl Whites Darstellung von Morgan und Spencer eher tendenziös war, waren seine Konzepte von Wissenschaft und Evolution fest in ihren Arbeiten verankert. Fortschritte in der Populationsbiologie und der Evolutionstheorie gingen an White vorüber, dessen Konzepte von Evolution und Fortschritt eng mit dem 19. Jahrhundert verbunden blieben.
Für White war die Kultur eine superorganische Entität, die sui generis existiert und nur durch sich selbst erklärt werden kann. Sie besteht aus drei Ebenen, der technologischen, der sozial-organisatorischen und der ideologischen. Jede Ebene basiert auf der vorherigen und obwohl sie alle interagieren, ist die technologische Ebene letztlich die bestimmende, die White als „Held unseres Stückes“ und „den führenden Charakter unseres Spiels“ bezeichnet. Der wichtigste Faktor in seiner Theorie ist die Technologie: „Soziale Systeme werden von technologischen Systemen bestimmt“, schrieb er in seinem Buch, womit er an die frühere Theorie von Lewis Henry Morgan anknüpfte.
White sprach von der Kultur als ein allgemeines menschliches Phänomen und betonte, dass er nicht von Kulturen im Plural spreche. Seine Theorie, die er 1959 in The Evolution of Culture: The Development of Civilization to the Fall of Rome veröffentlichte, belebte das Interesse am sozialen Evolutionismus wieder und gilt bei den Neoevolutionisten als herausragend. Er glaubte, dass sich die Kultur – die Summe aller menschlichen kulturellen Aktivitäten auf dem Planeten – entwickelt, wobei die technologische Komponente die wichtigste Rolle spielt. Sein materialistischer Ansatz wird in folgendem Zitat evident: „Der Mensch als tierische Spezies - und folglich die Kultur als Ganzes - ist abhängig von der materiellen, mechanischen Anpassung an die Umgebung.“. Die technologische Komponente besteht aus materiellen, mechanischen, physikalischen und chemischen Instrumenten und der Art, wie die Menschen diese Techniken benutzen. White begründet die Bedeutung der Technologie wie folgt:
1. Technologie ist ein Versuch, die Probleme des Überlebens zu lösen.
2. Dieser Versuch bedeutet letztlich, genug Energie zu gewinnen und sie für menschliche Bedürfnisse zu nutzen.
3. Gesellschaften, die mehr Energie gewinnen und sie effektiver nutzen, haben einen Vorteil gegenüber anderen Gesellschaften.
4. Deshalb sind diese Gesellschaften im evolutionären Sinne fortschrittlicher.

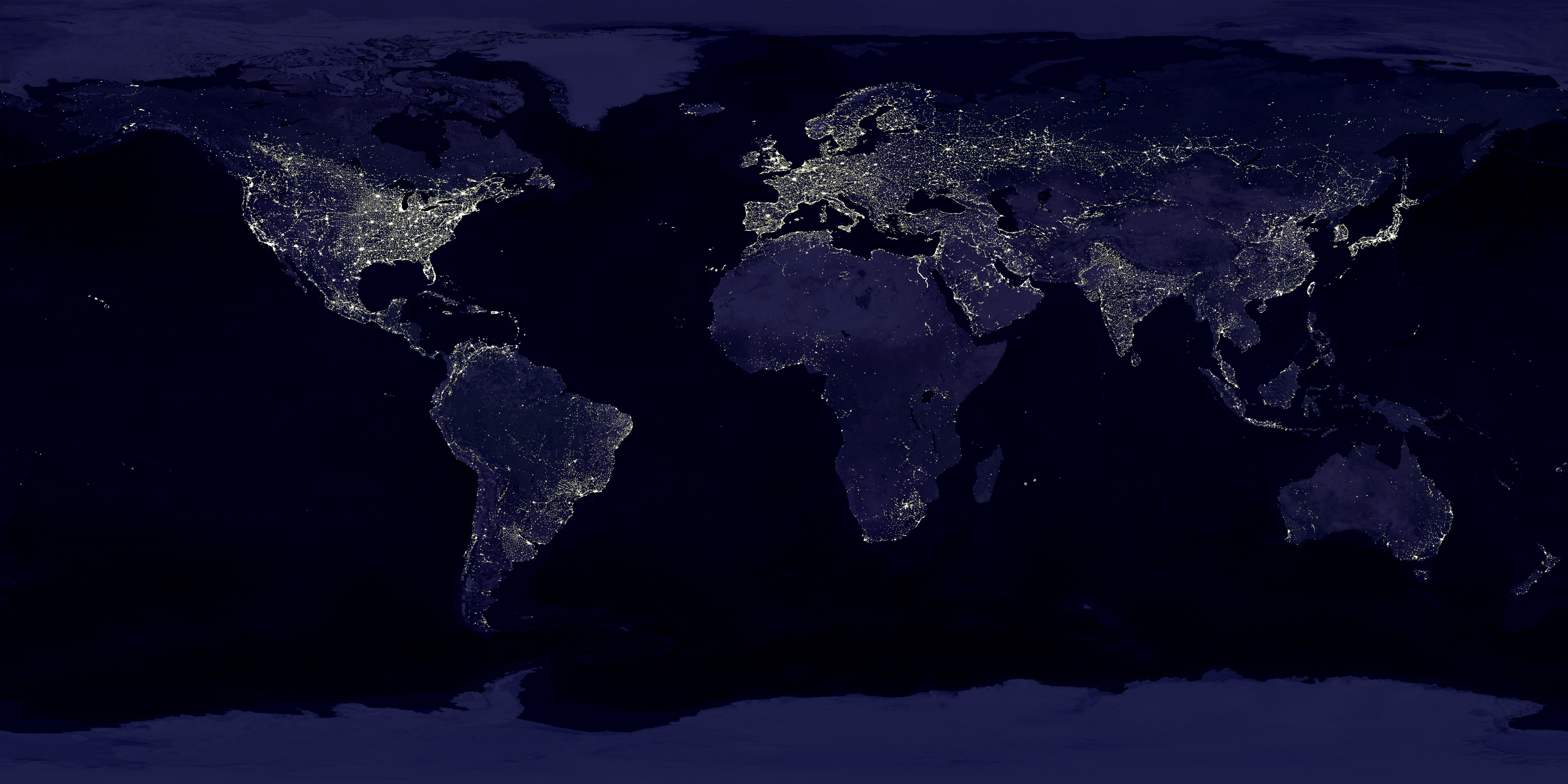
Die Erde bei Nacht (Bild von NASA und NOAA). Die hellsten Flächen sind die am stärksten verstädterten, aber nicht unbedingt die am dichtesten besiedelten. Auch 100 Jahre nach der Erfindung des elektrischen Lichts sind einige Regionen noch dünn besiedelt und nicht erleuchtet.

Für White besteht „die primäre Funktion der Kultur“, die den Grad ihres Fortschritts bestimmt, in ihrer Fähigkeit, „Energie nutzbar zu machen und zu kontrollieren“. „White's Law“ (Whites Gesetz) gilt als weithin akzeptierte Regel in der Ökologie des Menschen und besagt, dass das wichtigste Maß für die ökonomische Entwicklungsstufe einer Gesellschaft der Energieumsatz pro Kopf ist.
White unterscheidet fünf Stufen der menschlichen Entwicklung:
1. Energie aus eigener Muskelkraft
2. Energie durch Domestikation von Tieren
3. Energie aus Pflanzen (Landwirtschaft)
4. Energie aus natürlichen Ressourcen (Kohle, Öl, Gas)
5. Atomenergie

Er führt die Formel C = E * T ein, bei der E den jährlichen Energieverbrauch pro Kopf, T das Maß der Effizienz, mit der die Techniken die Energie nutzen und C den Stand der kulturellen Entwicklung bezeichnet. In seinen eigenen Worten besteht „das Grundgesetz der kulturellen Evolution“ darin, dass „die Kultur sich entwickelt, wenn der jährliche Energieverbrauch pro Kopf steigt oder die Effizienz der Instrumente, mit denen die Energie verarbeitet wird, sich verbessert“. Deshalb „sehen wir, dass Fortschritt und Entwicklung von der Verbesserung der mechanischen Mittel, mit denen die Energie nutzbar gemacht wird, und der Erhöhung der verwendeten Energiemengen beeinflusst werden.“ Obwohl White nicht verspricht, dass die Technologie das Patentrezept für alle Probleme der Menschheit ist, behandelt seine Theorie den technologischen Faktor als den wichtigsten in der Evolution der Gesellschaft. Sie ist vergleichbar mit den späteren Arbeiten von Gerhard Lenski, der Theorie der Kardaschow-Skala des russischen Astronomen Nikolai Semjonowitsch Kardaschow und einigen Ideen der technologischen Singularität.

## Werke
- Ethnological Essays: Selected Essays of Leslie A. White. University of New Mexico Press. 1987.
- The Evolution of Culture: The Development of Civilization to the Fall of Rome, 1959 (s. o.)
- The Science of Culture: A Study of Man and Civilization. Farrar, Straus and Giroux, 1949.
- The Pueblo of Santa Ana, New Mexico. American Anthropological Association Memoir 60, 1942.
- The Pueblo of Santo Domingo. American Anthropological Association Memoir 60, 1934.
- The Pueblo of San Felipe. American Anthropological Association Memoir No. 38, 1932.
- The Acoma Indians. Bureau of American Ethnology, 47th annual report, pp. 1–192. Smithsonian Institution, 1932.